# Gouvernement Gorbach II
 (août 2023).
Si vous disposez d'ouvrages ou d'articles de référence ou si vous connaissez des sites web de qualité traitant du thème abordé ici, merci de compléter l'article en donnant les références utiles à sa vérifiabilité et en les liant à la section « Notes et références ».
IIe République d'Autriche
Gorbach I Klaus I
Le gouvernement Gorbach II (en allemand : Bundesregierung Gorbach II) est le gouvernement fédéral autrichien entre le 27 mars 1963 et le 2 avril 1964, durant la dixième législature du Conseil national.

## Majorité et historique
Dirigé par le chancelier fédéral conservateur sortant Josef Klaus, ce gouvernement est constitué et soutenu par une « grande coalition » entre le Parti populaire autrichien (ÖVP) et le Parti socialiste d'Autriche (SPÖ), qui disposent ensemble de 157 députés sur 165, soit 95,2 % des sièges au Conseil national.

## Composition
- Par rapport au gouvernement Gorbach I, les nouveaux ministres sont indiqués en gras, ceux ayant changé d'attributions en italique.

| Fonction                                             | Titulaire | Titulaire        | Parti |
| ---------------------------------------------------- | --------- | ---------------- | ----- |
| Chancelier fédéral                                   |           | Alfons Gorbach   | ÖVP   |
| Vice-chancelier                                      |           | Bruno Pittermann | SPÖ   |
| Ministre fédéral des Affaires étrangères             |           | Bruno Kreisky    | SPÖ   |
| Ministre fédéral de la Protection sociale            |           | Anton Proksch    | SPÖ   |
| Ministre fédéral des Finances                        |           | Franz Korinek    | ÖVP   |
| Ministre fédéral de l'Intérieur                      |           | Franz Olah       | SPÖ   |
| Ministre fédéral de la Justice                       |           | Christian Broda  | SPÖ   |
| Ministre fédéral de l'Agriculture et des Forêts      |           | Eduard Hartmann  | ÖVP   |
| Ministre fédéral des Transports et de l'Électricité  |           | Otto Probst      | SPÖ   |
| Ministre fédéral de la Défense nationale             |           | Karl Schleinzer  | ÖVP   |
| Ministre fédéral de l'Enseignement                   |           | Heinrich Drimmel | ÖVP   |
| Ministre fédéral du Commerce et de la Reconstruction |           | Fritz Bock       | ÖVP   |